# Abdallah Nasib
Abdallah Mousa Musallam Nasib (arab. عبد الله موسى مسلم نصيب; ur. 25 lutego 1994 w Akabie) – jordański piłkarz grający na pozycji obrońcy w klubie Al-Hussein Irbid oraz reprezentacji Jordanii. Srebrny medalista Pucharu Azji 2023.

## Kariera
Nasib jest wychowankiem That Ras. Grał także w Al-Ramtha SC. W 2019 został zawodnikiem Al-Wehdat Amman, z którym zdobył Mistrzostwo Jordanii w 2020 oraz Superpuchar Jordanii w 2021. Potem przeniósł się do Al-Ittihad Aleksandria. Od 2023 jest piłkarzem Al-Hussein Irbid.
W reprezentacji Jordanii zadebiutował 4 września 2021 w meczu z Haiti. Pierwszą bramkę w kadrze zdobył 12 października 2021 przeciwko Uzbekistanowi. Został powołany na Puchar Azji 2023. Na turnieju Jordania zajęła II miejsce, przegrywając w finale z Katarem. Nasib został umieszczony w jedenastce turnieju.